# روش‌های تصویربرداری فراصوت

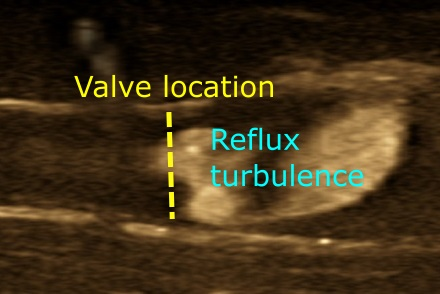
تصویر Blood flow در بیماری نارسایی مزمن وریدی

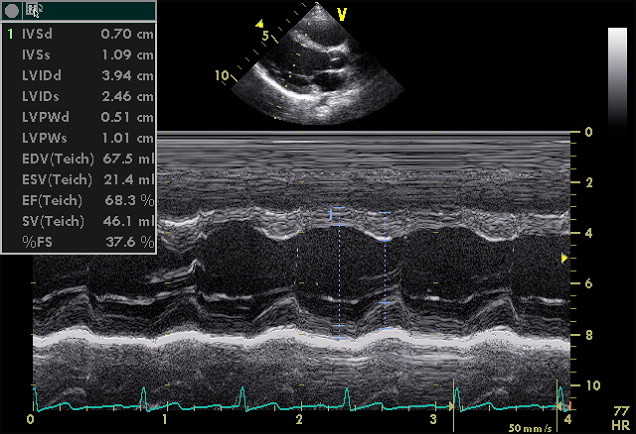
تصویر مد حرکتی گرفته شده از قلب در راستای محور طولی نمای پاراسترنال به همراه اندازه‌گیری‌های انجام شده در بطن چپ.

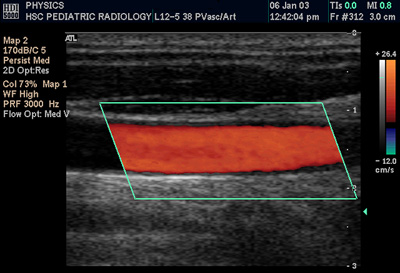
اسکن داپلکس شریان کاروتید

دستگاه سونوگرافی که با استفاده از امواج فراصوت (Ultrasound) کار می‌کند دارای روش (مد)‌های متعددی برای تصویر برداری می‌باشد. این مدها عبارت اند از:

## مد دامنه (Amplitude mode)
ساده‌ترین روش تصویربرداری می‌باشد که در آن مبدل فراصوت یک خط از ارگان مورد نظر را اسکن کرده و اکوهای دریافتی را بر حسب عمق رسم می‌کند. این روش برای از بین بردن تومور و یا سنگ در بدن استفاده می‌شود که در آن با استفاده از امواج فراصوت محل تمرکز امواج تخریب کننده به‌دست می‌آید.

## مد روشنایی (Brightness mode) یا دو بعدی
در این روش یک آرایه خطی از مبدل‌های فراصوت یک سطح مقطع از بدن را که در راستای ارسال سیگنال‌های فراصوت می‌باشد اسکن کرده و براساس اکوهای دریافتی نقاطی را روی صفحه دوبعدی قرار می‌دهند که روشنایی این نقاط متناسب با دامنه اکوی دریافتی می‌باشد. بنابراین یک تصویر دو بعدی از بافت مورد نظر به‌وجود می‌آید. 
- -  جریان خونی (Blood flow): در این روش، بازتاب کننده‌های ضعیف امواج فراصوت که عموماً گلبول‌های قرمز خون هستند به‌صورت دیجیتالی در تصاویر دو بعدی نمایش داده می‌شوند بنابراین اکوهای ناشی از جریان خون براساس سرعت خون با نقاط تاریک و روشن در تصویر دوبعدی نمایش داده می‌شود. این روش می‌تواند به‌عنوان روش جایگزین یا مکمل سونوگرافی داپلر استفاده شود.[۳]

## مد فاصله ثابت (Constant range mode)
در این روش اکوهای ناشی از سطح مقطی که عمود بر پرتو سیگنال فراصوت ارسالی به بافت و در فاصله ثابت و مشخصی از مبدل فراصوت قرار دارد در تصویر نمایش داده می‌شود. در این حالت برای ساخت تصویر از داده‌های خطوط مد دامنه در یک عمق مشخص استفاده می‌شود و مبدل فراصوت با حرکت در فضای دوبعدی از کل ناحیه در عمق مشخص نمونه برداری می‌کند سپس به‌وسیله این نمونه‌ها تصویر سطح مقطع عمق مشخصی از بافت ایجاد می‌گردد.

## مد حرکتی (Motion mode)
این روش برای بررسی ارگان‌های متحرک در بدن استفاده شده و امکان تعیین سرعت ارگان را فراهم می‌کند.در این روش با ارسال پالس‌های سریع فراصوت و اسکن یک خط از بافت، اکوهای دریافتی از هر خط بر حسب زمان نشان داده می‌شود.برای تشکیل تصویر می‌توان از مد دامنه یا از یک خط تصویر مد روشنایی استفاده نمود. از کاربردهای این روش بررسی ماهیچه و دریچه‌های قلب می‌باشد.

## مدداپلر(Doppler mode)
در این روش از اثر داپلر برای اندازه‌گیری سرعت و نمایش جریان خون استفاده می‌شود. تصاویر داپلر انواع متفاوتی دارند که شامل موارد زیر می‌شوند:
- - داپلر رنگی (Color Doppler) : اطلاعات سرعت به وسیله رنگ در تصاویر روشنایی کد می‌شود.
  - داپلر موج پیوسته (Continuous wave Doppler): در این حالت مبدل فراصوت دارای دو کریستال می‌باشد. یکی از آن‌ها موج فراصوت را به صورت پیوسته ارسال و دیگری اکوهای بازگشتی را به صورت پیوسته دریافت می‌شود. اطلاعات داپلر به‌دست آمده در این حالت شامل اطلاعات کل مسیر قرار گرفته در مسیر موج ارسالی می‌باشد. به‌دلیل ارسال پیوسته موج فراصوت امکان تشخیص این که اطلاعات از چه عمقی به دست آمده است در این روش امکان‌پذیر نمی‌باشد.[۴]
  - داپلر با امواج پالسی (Pulsed wave Doppler): در این حالت پالس‌های فراصوت توسط مبدل فراصوت با فرکانس مشخص ارسال شده و اکوی پالس توسط مبدل فراصوت در یافت می‌شود. به دلیل دریافت اکوی مربوط به هر پالس ارسالی در این روش می‌توان عمق را محاسبه نمود و نمونه ای را که در فاصله مشخصی نسبت به مبدل فراصوت قرار دارد مورد بررسی قرار داد.[۴]
  - داپلکس (Duplex): به ترکیب تصویر دو بعدی سونوگرافی با اطلاعات داپلر به‌دست آمده از داپلر با امواج پالسی به همراه داپلر رنگی گفته می‌شود.

## مد پالس معکوس (Pulse inversion mode)
این روش برای تصویر برداری غیر خطی کاربرد دارد. بافت بدن انسان و مواد ایجاد کننده کنتراست  از خود خاصیت غیر خطی نشان می دهند. در این مد دو پالس متوالی با علامت مثبت و منفی ارسال می‌شود و اکوهای دریافتی این دو پالس از هم کم می‌شوند. به این ترتیب قسمت خطی سیگنال از بین می‌رود و تصویر از روی هارمونیک‌های فرکانس پایه تشکیل می‌شود بنابراین ویژگی‌های غیر خطی سیگنال نمایش داده می‌شود که باعث افزایش کنتراست و کیفیت تصاویر می‌شود.

## مد هارمونیک (Harmonic mode)
در این حالت موج با فرکانس پایه با قابلیت نفوذ بالا توسط مبدل فراصوت به داخل بافت ارسال شده و پس از دریافت اکو تنها از هارمونیک دوم فرکانس پایه برای ساخت تصویر استفاده می‌شود. استفاده از فرکانس بالا که تضعیف زیادی را به دنبال دارد باعث کم شدن دامنه سایر هارمونیک‌ها شده و به این دلیل در ساخت تصویر از آن‌ها استفاده نمی‌شود.